# Isopterygium tisserantii
Isopterygium tisserantii là một loài Rêu trong họ Hypnaceae. Loài này được Broth. & P. de la Varde mô tả khoa học đầu tiên năm 1926.